# Mětikalov
Mětikalov (německy Meckl) je zaniklá vesnice ve vojenském újezdu Hradiště v okrese Karlovy Vary. Stála v Doupovských horách necelých šest kilometrů od Podbořanského Rohozce v nadmořské výšce okolo 660 metrů.

## Název
Název vesnice je odvozen z příjmení Mětikal (tj. ten, kdo mísí kal) ve významu Mětikalův dvůr. V historických pramenech se objevuje ve tvarech: Metikalow (1495), … Mitikalovem (1542), Mietikalow (1546), Netikalow (1555), Netikalow (1603), zu Mekel (1653), Mekelen (1654), Meckel (1787) a Meckl nebo Mekel (1846).

## Historie
První písemná zmínka o Mětikalovu je z roku 1495, kdy vesnici koupil tepelský klášter. Roku 1542 Mětikalov patřil k panství hradu Mašťov. Po třicetileté válce ve vsi podle berní ruly z roku 1654 žilo osm sedláků, deset chalupníků, dva zahradníci a tři poddaní bez pozemků. Jeden ze sedláků měl hospodu a jeden chalupník provozoval pilu u pustého mlýna s jedním kolem. Na polích se pěstovalo žito a malé množství pšenice, ale hlavním zdrojem obživy byla výroba příze.
Podle adresáře z roku 1914 byl Mětikalov prosperující vesnicí. Měl dvoutřídní školu založenou v roce 1785 (školní budova byla postavena v roce 1896), spořitelnu a záložnu. Fungovaly zde dva mlýny, dva hostince, dva obchody a dvě trafiky, živnost provozoval řezník, obchodník s dobytkem a deset řemeslníků. Ve vsi také sídlila stavební firma. Obyvatelé se sdružovali v pěveckém a hudebním spolku a hrávali divadlo. Pošta a železniční stanice byly v Doupově.
Ve středu vesnice stál kostel, fara a škola. V sousedství kostela býval malý park s pomníkem padlým. Zásobování vodou zajišťovala zastřešená studna na návsi, od které vedla dřevěná potrubí ke dvěma největším selským usedlostem.
Mětikalov zanikl vysídlením v důsledku zřízení vojenského újezdu během druhé etapy rušení sídel. Úředně byla vesnice zrušena 31. srpna 1953.

## Přírodní poměry
Mětikalov stával v katastrálním území Tureč u Hradiště v okrese Karlovy Vary, asi osm kilometrů severozápadně od Valče. Nacházel se v nadmořské výšce okolo 660 metrů na severovýchodním úpatí vrchu Jírovské strážiště (856 metrů). Oblast leží v centrální části Doupovských hor, konkrétně v jejich okrsku Hradišťská hornatina. Půdní pokryv tvoří v širším okolí kambizem eutrofní. Východně od zaniklé vesnice protéká říčka Liboc.
V rámci Quittovy klasifikace podnebí stál Mětikalov na rozhraní mírně teplé oblasti MT3 (severovýchodně od vsi) a chladné oblasti CH7 (jihozápadně od vsi). Pro oblast MT3 jsou typické průměrné teploty −3 až −4 °C v lednu a 16–17 °C v červenci. Roční úhrn srážek dosahuje 600–750 milimetrů, počet letních dnů je 20–30, počet mrazových dnů se pohybuje od 130 do 160 a sněhová pokrývka zde leží 60–100 dnů v roce. V chladnější oblasti CH7 dosahují průměrné teploty v lednu −3 až −4 °C a 15–16 °C v červenci. Roční úhrn srážek se pohybuje mezi 850 a 1000 milimetry, sníh zde leží 100–120 dní v roce. Mrazových dnů bývá 140–160, zatímco letních dnů jen 10–30.

## Obyvatelstvo
Při sčítání lidu v roce 1921 zde žilo 318 obyvatel (z toho 159 mužů), z nichž byli dva Čechoslováci, 315 Němců a jeden cizinec. Všichni se hlásili k římskokatolické církvi. Podle sčítání lidu z roku 1930 měla vesnice 297 obyvatel německé národnosti, kteří byli s výjimkou šesti židů a dvou evangelíků členy římskokatolické církve.
|           | 1869 | 1880 | 1890 | 1900 | 1910 | 1921 | 1930 | 1950 |
| --------- | ---- | ---- | ---- | ---- | ---- | ---- | ---- | ---- |
| Obyvatelé | 259  | 280  | 324  | 345  | 324  | 318  | 297  | 55   |
| Domy      | 24   | 44   | 49   | 51   | 52   | 53   | 54   | 40   |

## Obecní správa
Mětikalov býval až do zrušení patrimoniální správy součástí mašťovského panství. Poté se roku 1850 stal obcí v okrese Kadaň, ke které patřily osady Bukovina a Jeseň, která však byla sčítání lidu v roce 1880 uváděna samostatná obec.

## Pamětihodnosti
Dominantou vesnice býval kostel Panny Marie Sněžné postavený roku 1783. Boční oltáře pocházely ze sedmnáctého století a krucifix (z okruhu Ulricha Creutze) z první čtvrtiny století šestnáctého.

## Osobnosti
Od roku 1834 zde jako lokalista krátce působil Johann Nepomuk Oettl.